# Retour à Séoul
Retour à Séoul (inglês: Return to Seoul ou All The People I'll Never Be) é um longa metragem cambojano de drama lançado em 2022 dirigido e escrito por Davy Chou. A coprodução franco-alemã-belga, o filme gira em torno de Freddie (Park Ji-min), uma adotada francesa de 25 anos, que vai à Coreia do Sul para encontrar sua família biológica. O filme estreou em 22 de maio no Festival de Cinema de Cannes de 2022 na seção Un Certain Regard. Selecionado como a representante do Camboja na categoria Melhor Longa-Metragem Internacional na 95.ª edição do Oscar, entrou na lista preliminar em dezembro.

## Enredo
Uma jovem de 25 anos, Freddie, retorna pela primeira vez à sua terra natal, Coreia do Sul, após ser adotada por uma família francesa. Ao chegar, inicia uma investigação que acaba tomando caminhos inesperados e surpreendentes acerca de suas origens.

## Elenco
- Ji-Min Park como Frédérique "Freddie" Benoît
- Oh Kwang-rok como Pai Biológico de Freddia
- Cho-woo Choi como Mãe Biológica de Freddia
- Guka Han como Tena
- Kim Sun-young como Tia biológica de Freddie
- Yoann Zimmer como Maxime
- Louis-Do de Lencquesaing como André
- Hur Ouk-Sook como Avó biológica de Freddie
- Emeline Briffaud como Lucie

## Produção
O diretor Davy Chou teve a ideia do filme a partir de uma experiência semelhante com sua amiga, também francesa, de 20 anos adotada por pais biológicos sul-coreanos, que viajaram com ele a Coreia do Sul durante as filmagens de seu filme Golden Slumbers de 2011 para conhecer seu pai biológico e avó pela primeira vez. Vendo como o encontro foi emocionante, ele decidiu fazer um filme na mesma linha. A princípio não conhecendo muito da cultura coreana ou da experiência da adoção, ele pesquisou esses elementos conversando com seu amigo e outros adotados e lendo livros, identificando algumas semelhanças com sua própria vida como filho de imigrantes do Camboja que haviam deixado o país antes do Khmer Vermelho assumir. Chou conheceu Park Ji-min por meio de uma "apresentação pessoal" e decidiu escalá-la como Freddie, seu primeiro papel no cinema, já que a via como alguém que "compartilhava a essência do espírito livre de Freddie". Ele desenvolveu ainda mais a caracterização dela por meio de conversas com Park, que "desafiou algumas de suas noções como diretor homem e o ajudou a entender como uma jovem francesa pode responder a aspectos da sociedade altamente patriarcal da Coreia do Sul". As filmagens ocorreram ao longo de seis semanas no final de 2021 na Coreia do Sul e na Romênia.

## Lançamento
O filme foi exibido pela primeira vez no Festival de Cinema de Cannes de 2022 em 22 de maio sob o título em inglês All The People I'll Never Be na seção Un Certain Regard. Pouco antes de ser exibido, a MUBI e a Sony Pictures Classics adquiriram os direitos de distribuição do filme em diferentes regiões, com a Sony Pictures Classics alterando o título em inglês do filme para Return to Seoul.

## Recepção

### Resposta da Crítica
No site de agregação de resenhas, Rotten Tomatoes, Retour à Séoul detém um índice de aprovação de 96% com base em 25 resenhas de críticos, com uma classificação média de 7,80/10. Metacritic, que usa uma média ponderada, atribuiu ao filme uma pontuação de 88 de 100, com base em 12 críticos, indicando "críticas geralmente favoráveis".

## Ligações Externas
- Retour à Séoul. no IMDb.